# Goiânia EC
Goiânia Esporte Clube – brazylijski klub piłkarski z siedzibą w mieście Goiânia, stolicy stanu Goiás.

## Osiągnięcia
- Copa Brasil Central: 1967.
- MIstrz stanu Goiás (14): 1945, 1946, 1948, 1950, 1951, 1952, 1953, 1954, 1956, 1958, 1959, 1960, 1968, 1974
- Torneio Início (8): 1943, 1946, 1947, 1950, 1952, 1953, 1954, 1967

## Historia
Goiânia założona została 5 lipca 1938 roku. Jako 14-krotny mistrz należy do najbardziej utytułowanych klubów w stanie Goiás. Czasy wielkości jednak dawno już minęły, gdyż ostatni tytuł mistrzowski klub wywalczył w 1974 roku. W 2008 roku Goiânia gra w drugiej lidze stanowej.